# Suiseki

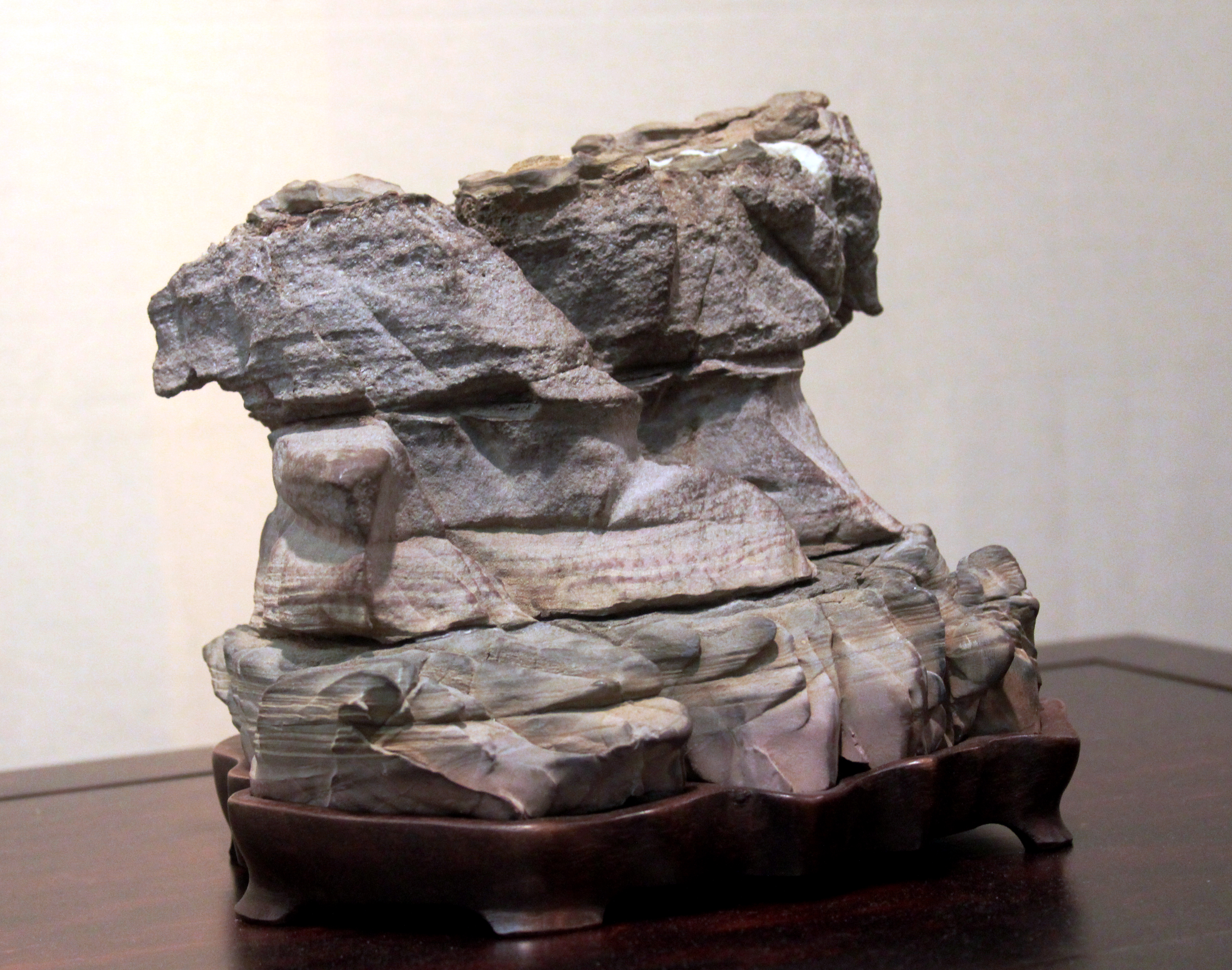
Suiseki i la seva base de fusta a "Exhibition Suiseki and Shangshi" a Praga, 2011

Suiseki (水石, Suiseki?) és una paraula japonesa que fa referència a una petita roca amb la forma i colors de la qual podem recordar un paisatge o objecte de la natura com poden ser un animal, un ésser humà, etc.
Es tracta d'una roca que sense cap tractament profund aconsegueix emular una imatge de la natura a la nostra ment. Normalment no solen ser de mida gran, havent-los de molt petits.
Per a poder classificar una pedra comú com a suiseki cal que aquesta puga suggerir-nos ideals semiabstractes japonesos que per a cada persona poden ser diferents en un mateix suiseki.
Els més comuns que podem trobar-hi són els suiseki amb forma de muntanya o de serralada que pot estar travessada per rius, torrents, etc. No obstant això, són el que tenen forma antropomòrfica el més preuats pels aficionats a aquesta disciplina.
Hi ha dues formes tradicionals d'exposar-lo, una és al damunt d'una petita plataforma de fusta anomenada daiza feta especialment per a aquesta tasca. L'altra consisteix a situar-hi el suiseki en una safata plena de sorra o aigua per ajudar a qui l'observa a imaginar-lo al seu entorn original.
Aquest art té el seu origen a les corts imperials de la Xina, on s'empraven conjuntament amb els bonsais per fer paisatges en miniatura o penjing.
Normalment vorem al suiseki acompanyant al bonsai en les seues exposicions. També era un element assidu al tokonoma o espai tradicional dedicat a l'espiritualisme o la veneració divina dels hogars del Japó antic, on també podíem trobar a l'anterior.